# Новое Алимово
Но́вое Али́мово (тат. Яңа Әлем) — село в Актанышском районе Республики Татарстан. Административный центр Новоалимовского сельского поселения.

## Этимология
Топоним произошёл от татарского слова «яңа» (новый) и ойконима на татарском языке Әлем (Алимово).

## География
Село находится в Восточном Закамье на реке Толнамас (бассейн реки Сюнь), в 1,6 км к югу от районного центра, села Актаныш.

## История
В XVIII—XIX веках Новое Алимово имело сложный этно-сословный состав населения. Жители относились к сословиям башкир-вотчинников (Кыргызской волости), тептярей и мещеряков. Вотчинники этой деревни становились и припущенниками других башкирских поземельных волостей. Так, в 1738 году вотчинники деревни Торузино Кыр-Еланской волости припустили на проживание башкир из Алимова и других селений. В 1795 году здесь были учтены 226 башкирских тарханов, 108 тептярей, 39 мещеряков. Согласно документу 1802 года, башкиры-вотчинники о припущенниках писали таким образом: «мещеряки и тептяри по допуску предками нашими владеют землею и прочими угодьями, нам принадлежащими по записи, по исправлении между нами всяких мирских потребностей и жительствовать им с нами вечно на оной земле». В 1814 году сюда были «перечислены из киргизов (казахов)» новые поселенцы. В 1848 году в селении было зафиксировано проживание башкир и тептярей. В 1870 году проживало 1974 человек, а в 1912 году — 2259 башкир, 340 бывших припущенников из тептярей и мишарей.
В 1848 году в деревне были 3 мельницы (в 1905 году — 2 ветряные), по 3 бакалейные лавки и хлебозапасных магазина. С 1848 года и до конца XIX века в деревне действовала мечеть, в 1905 — 2 мечети.

## Население
| 1795 | 1859 | 1870 | 1884 | 1897 | 1906 | 1913 | 1920 | 1926 | 1938 | 1949 | 1958 | 1970 | 1979 | 1989 | 2002 | 2010 | 2015 |
| ---- | ---- | ---- | ---- | ---- | ---- | ---- | ---- | ---- | ---- | ---- | ---- | ---- | ---- | ---- | ---- | ---- | ---- |
| 373  | 527  | 1349 | 1532 | 2044 | 1822 | 2599 | 2435 | 2201 | 2122 | 1693 | 1552 | 1772 | 1789 | 1371 | 1247 | 1309 | 1359 |

Национальный состав
Согласно результатам переписи 2002 года, в национальной структуре населения села татары составляли 99%.

### Комментарии
1. ↑  Расстояние измерено с помощью инструментария Яндекс.Карты
2. ↑  души мужского пола